# Holovits Tamás
Holovits Tamás (Balatonföldvár, 1950. december 14. – 2023. február 13.) magyar vitorlázó, olimpikon. Testvére Holovits György vitorlázó, unokaöccse Holovits Huba vitorlázó és Balatonföldvár polgármestere.

## Pályafutása
1950. december 14-én született Balatonföldváron. A Székesfehérvári Gépipari Technikumban érettségizett. 1969 és 1983 között a Pusztaszemesi Új Kalász Mgtsz húsmarha ágazati vezetője volt. 1983 és 1986 között a Boglárlellei Belkereskedelmi Szállítási Vállalat munkatársa volt.
1967 és 1980 között a Budapesti Spartacus, 1981-től az MTK–VM / MTK vitorlázója volt. 1978 és 1988 között a válogatott keret tagja volt. 1978-ban testvérével, Holovits Györggyel együtt az év magyar vitorlázójának választották.

## Sikerei, díjai
- Az év magyar vitorlázója (1978)
- Balatonföldvár első díszpolgára

Csillaghajó
- Olimpiai játékok
  - 10.: 1980, Moszkva (Holovits Györggyel)
- Világbajnokság
  - 22.: 1985, Hellerup
- Európa-bajnokság
  - 15.: 1981, Balatonfüred
  - 21.: 1983, Kiel
  - 26.: 1982, Alassio
  - 63.: 1987, Kiel
- Országos bajnokság
  - bajnok (11): 1974, 1977, 1978, 1979, 1980, 1982, 1983, 1984, 1985, 1986, 1988
  - 2.: 1973
  - 3. (3): 1972, 1975, 1981